# یامازاکی
یامازاکی (انگلیسی: Yamazaki Baking) شرکت صنایع غذایی ژاپنی است، که در سال ۱۹۴۸ تأسیس شد.